# Asparagus fallax
Espèce
Statut de conservation UICN

 EN B2ab(iii,v) : En danger
Asparagus fallax est une espèce de plantes à fleurs appartenant à la famille des Asparagaceae, endémique du nord de l'île de Ténériffe (îles Canaries) dans la vallée de Tagananae entre 400 et 700 m d'altitude.

## Morphologie

### Tiges
Les arbustes peuvent atteindre 2 m de haut. Les tiges et les branches présentent des nervures longitudinales.

### Feuilles

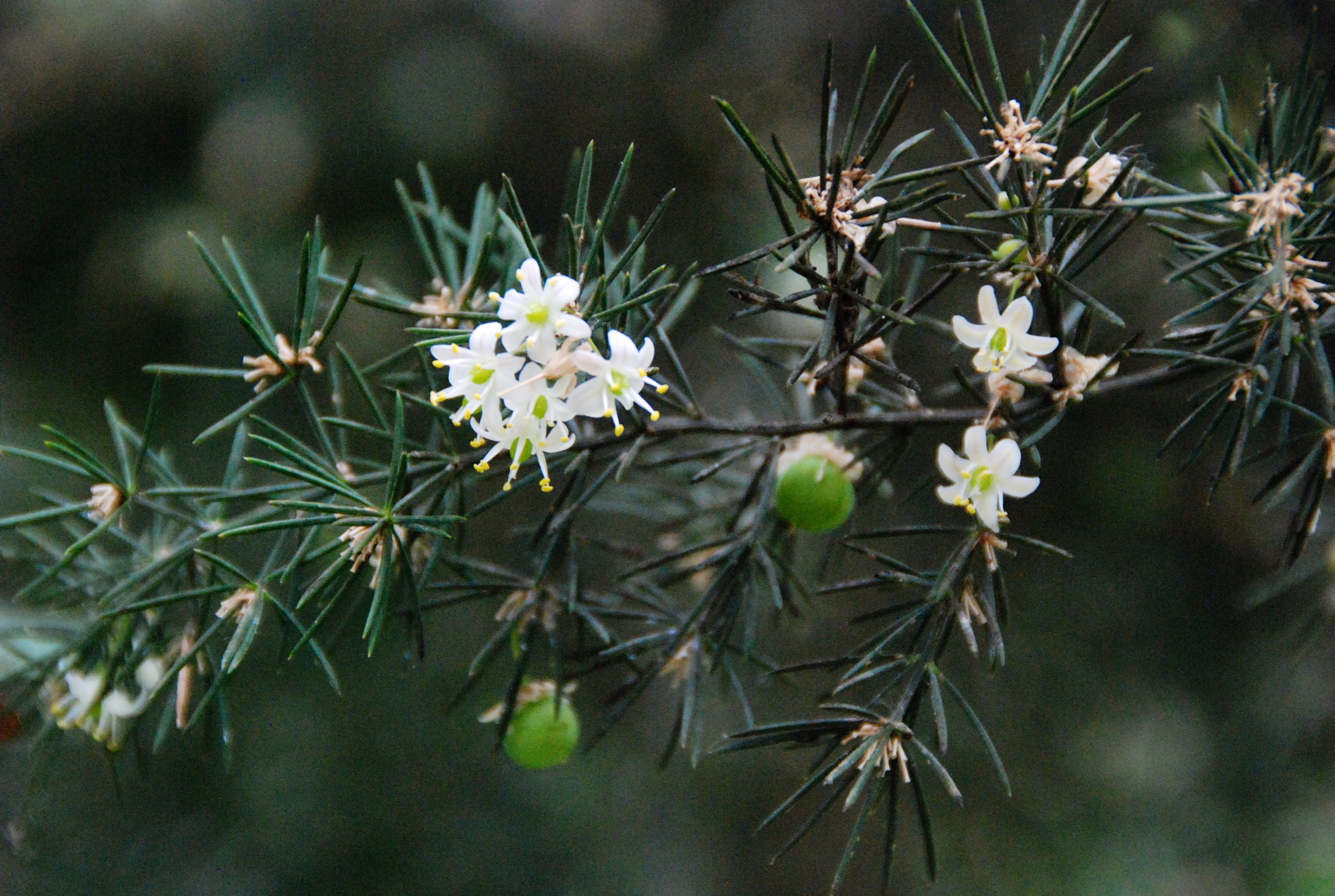
Asparagus fallax (Conservatoire Botanique National de Brest)

Asparagus fallax est partiellement épineuse avec des feuilles linéaires.
Les cladodes de 15 à 25 mm sont canaliculés et forment 2 à 15 nœuds avec des fleurs.

### Fleurs
- Le périgone est campaniforme.

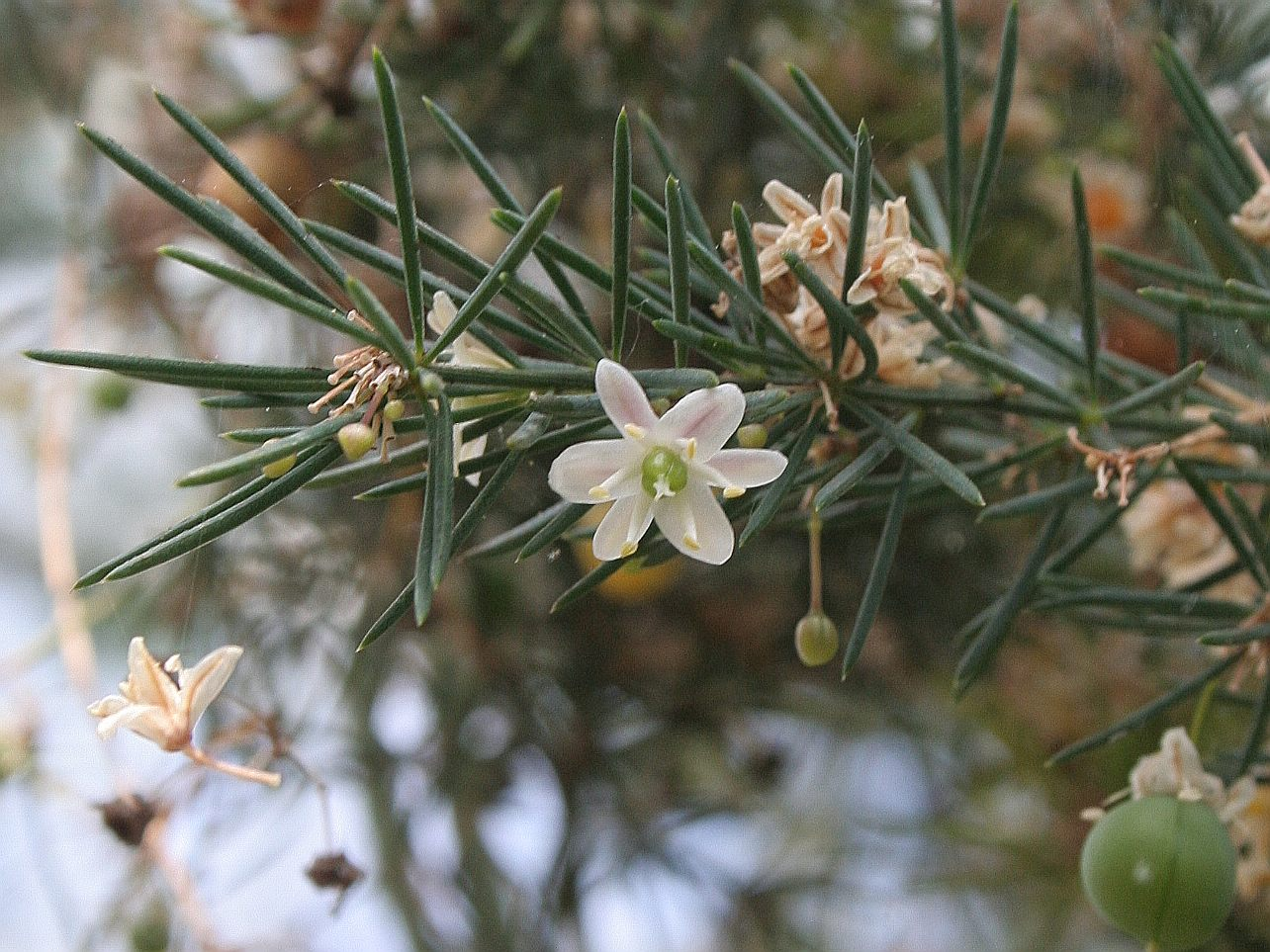
Fleur d’Asparagus fallax (Conservatoire Botanique National de Brest)

- Les tépales ont une taille de 3-4 x 1,5-2 mm, oblongs et obtus.
- Les anthères d'environ 1 mm, correspondent approximativement la moitié de la longueur du filament, jaunes.
- Les baies de 5-6 x 6-8 mm sont apiculées, orange, avec 1-2 graines.
- La floraison a lieu en juillet et les fruits se forment d'août à novembre. Il est aussi possible d'avoir une floraison en hiver.

## Histoire
Cette espèce a été trouvée par Webb et Berthelot (1842) mais elle a été confondue avec l’Asparagus umbellatus qui est beaucoup plus grande, pouvant atteindre 5 m d'envergure. 
fallax : provient du latin fallere, signifie "tromper", probablement pour avoir été confondue pendant longtemps avec d'autres espèces.

## Écologie

### Distribution
Cette espèce est endémique exclusivement de l'île de Tenerife dans sa région nord-orientale avec un relief très accidenté. Elle se développe dans des altitudes comprises entre 660 et 800 m.

### Habitat
On la retrouve dans les zones de forêts à laurier.

## Utilisation
Intérêt ornemental par son aspect et ses fleurs odorantes.

## Protection et menaces
Elle est partiellement protégée car la zone de la péninsule d'Anaga a été déclarée "parque rural". Mais la proximité des chemins de randonnées relativement fréquentés affecte sa conservation.
Il n'y a pas de moyens concrets  "in-situ" pour sa protection. L'espèce est en danger sur la liste rouge de l'UICN. Elle est cultivée au Jardín de Aclimatación de La Orotava ainsi que dans les serres tropicales n°2 correspondant au climat îles océaniques subtropicales du Conservatoire Botanique National de Brest et est présente dans moins de 6 jardins.
Il est recommandé de garder les graines pour les mettre dans des grainothèques afin de renforcer la population naturelle de l'espèce.

## Galerie photos

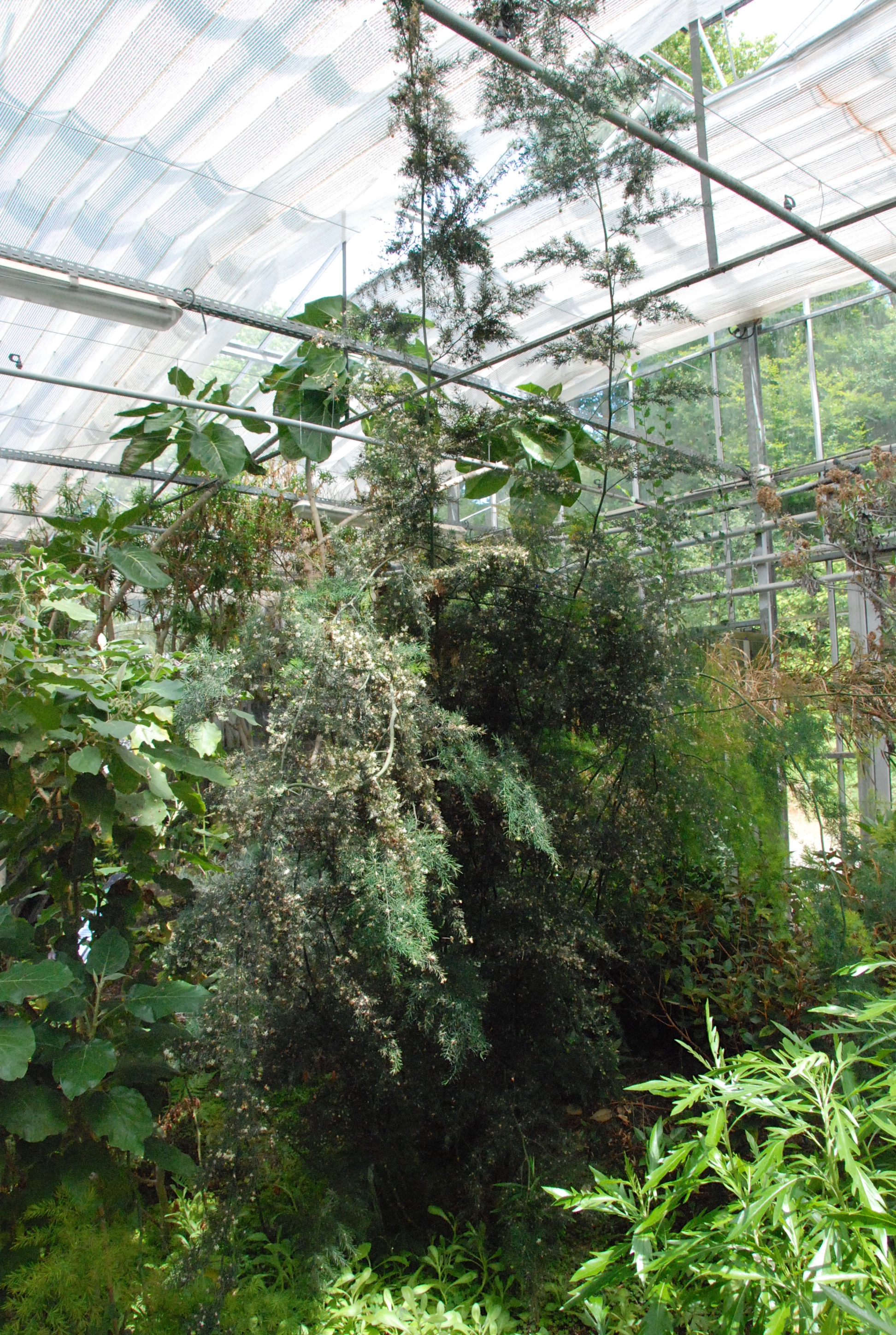
Plant d’Asparagus fallax sous serre
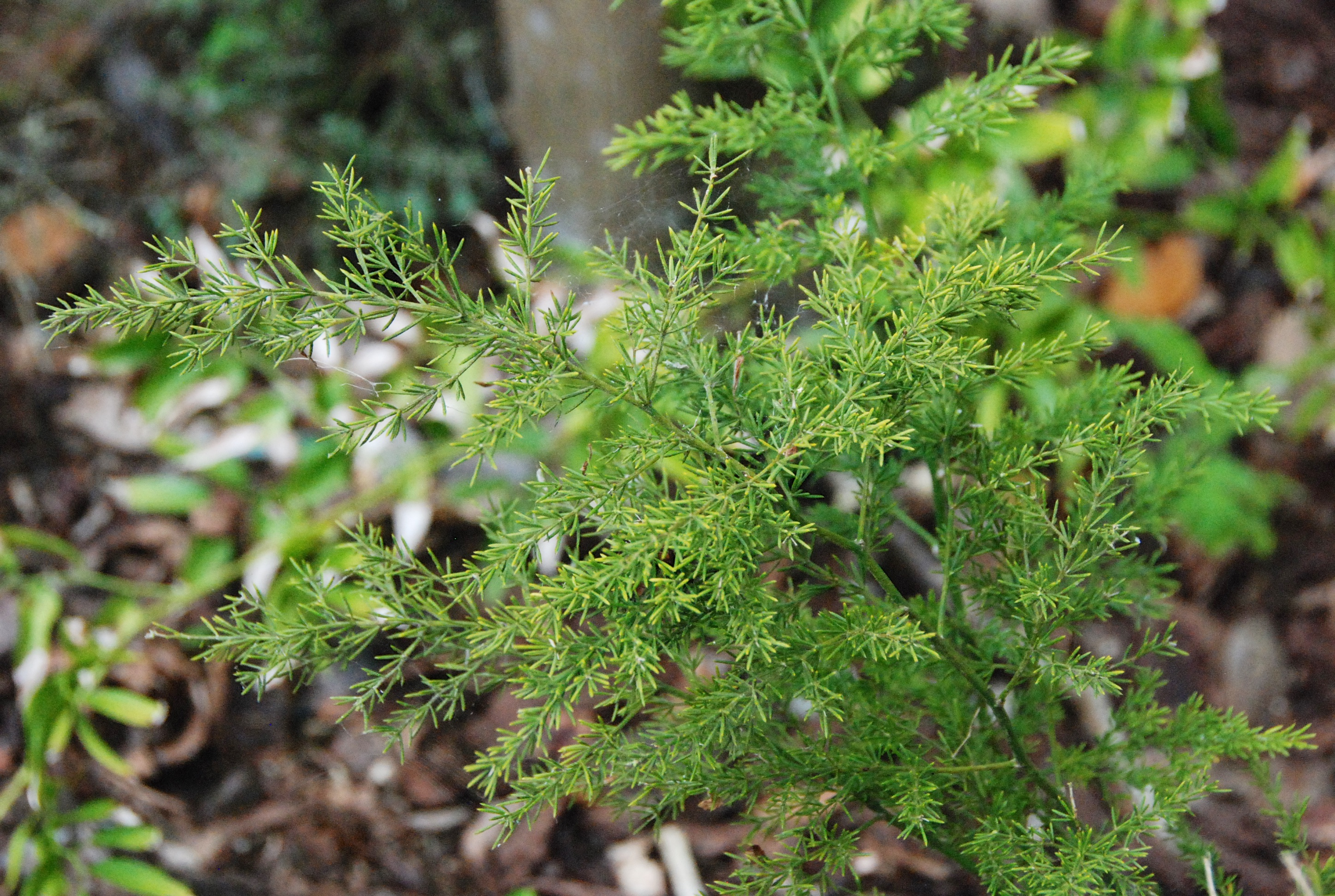
Détail des jeunes aiguilles
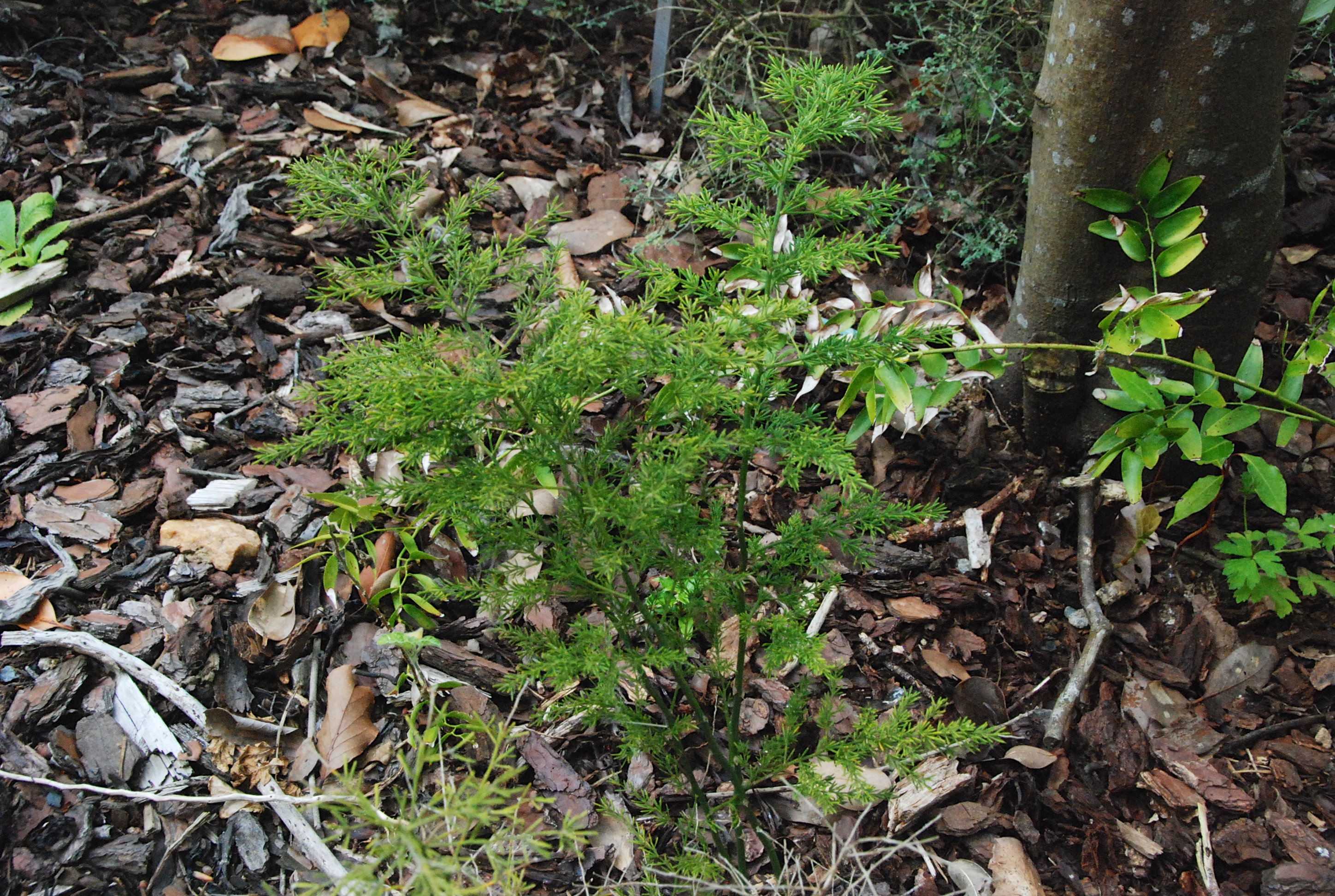
Jeune plant d’Asparagus fallax à l'extérieur des serres du CBNB
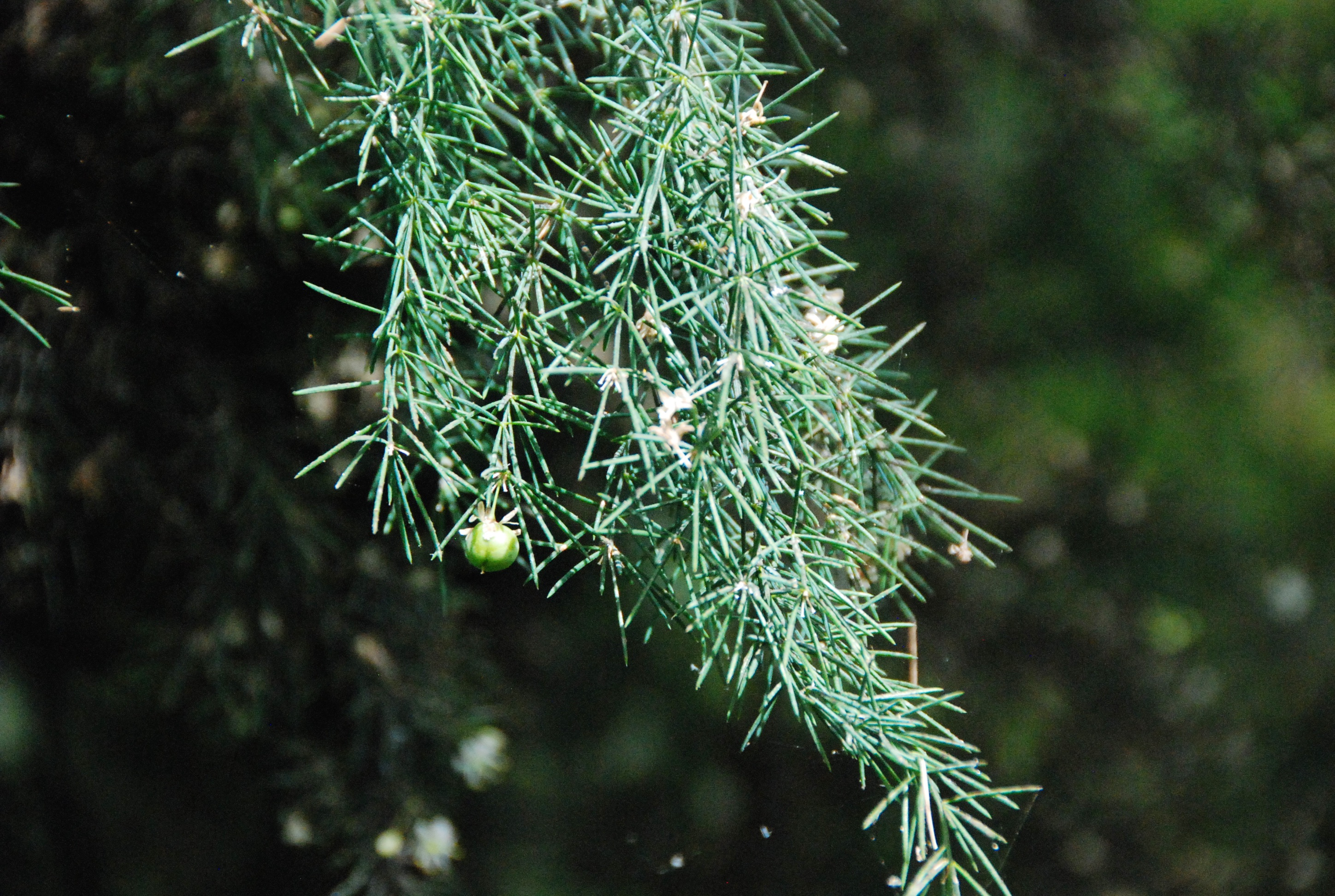
Détail des aiguilles
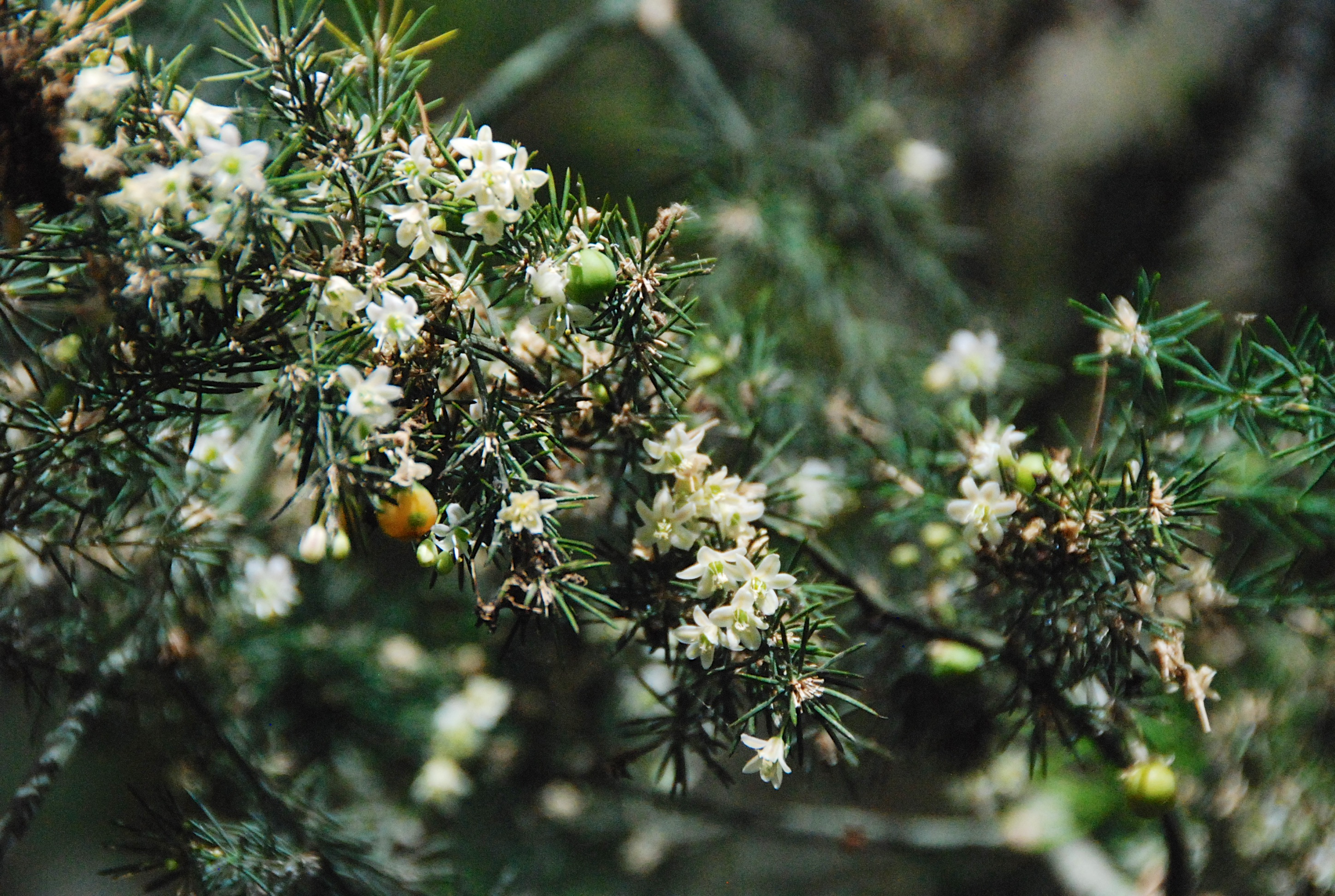
Fleurs à différents stades de maturité